# قانداخ
قانداخ (به لاتین: Qandax، به آواری: Къандахъ) یک منطقه مسکونی در جمهوری آذربایجان است که در شهرستان زاقاتالا واقع شده است. قانداخ ۱۶۵۴ نفر جمعیت دارد.